# Kaplica św. Józefa w Poznaniu
Kaplica św. Józefa (Świętej Rodziny) – kaplica usytuowana przy ul. Bolesława Krysiewicza na obszarze Centrum Poznania.
Pierwotnie pod wezwaniem św. Józefa, następnie Świętej Rodziny. W 2017 przywrócono początkową nazwę. Usytuowana na terenie szpitala dziecięcego im. Bolesława Krysiewicza. Wzniesiona na działce obok budynku szpitala w latach 1903–1904 w stylu eklektycznym, według projektu architekta Rogera Sławskiego. Obecnie jest własnością Zgromadzenia Sióstr Miłosierdzia św. Wincentego ẚ Paulo.

## Architektura
Kaplica została wybudowana w stylu neoromańskim na rzucie prostokąta, jednonawowa, przykryta dachem dwuspadowym. Od strony północno-zachodniej niższa bryła prezbiterium, przykryta dachem trójspadowym. Budynek licowany czerwoną cegłą, z tynkowanymi blendami. Fasada frontowa z wysokim wejściem głównym, ujętym w rozglifienie ozdobnego portalu. Nad portalem rzeźba św. Józefa. Całość wypełnia architektoniczny detal ceglany, zamknięty schodkowo piętrzącymi się arkadkami. Wnętrze z nawą trójprzęsłową, przykrytą sklepieniem krzyżowym z konstrukcyjnymi łukami podsklepiennymi. Przestrzeń prezbiterium wykreślona łukiem tęczowym, po stronie południowej empora organowa.

## Renowacja
W 2017 wyremontowano dach, osuszono fundamenty, wymieniono tynki w nawie głównej, naprawiono posadzki, oraz wymieniono instalację elektryczną. Wszystkie prace były objęte nadzorem konserwatorskim.